# Yudai Tokunaga
Yudai Tokunaga (født 16. april 1994) er en japansk fodboldspiller, som spiller for den japanske fodboldklub SC Sagamihara.